# Morteaux-Coulibœuf
Morteaux-Coulibœuf is een gemeente in het Franse departement Calvados in de regio Normandië. De gemeente is in 1857 ontstaan door de fusie van de toenmalige gemeenten Coulibœuf en Morteaux en maakt deel uit van het arrondissement Caen. In de gemeente ligt spoorwegstation Coulibœuf.

## Geografie
De oppervlakte van Morteaux-Coulibœuf bedraagt 11,8 km², de bevolkingsdichtheid is 43,5 inwoners per km².
De onderstaande kaart toont de ligging van Morteaux-Coulibœuf met de belangrijkste infrastructuur en aangrenzende gemeenten.

## Demografie
Onderstaande figuur toont het verloop van het inwonertal (bron: INSEE-tellingen).
Vanwege een beveiligingsprobleem met de MediaWiki Graph-software is het momenteel niet mogelijk deze grafiek weer te geven. Zodra de software is bijgewerkt zal de grafiek vanzelf weer zichtbaar worden.
1. ↑  Populations de référence 2022.